# Sottovalle
Sottovalle is een plaats (frazione) in de Italiaanse gemeente Arquata Scrivia.